# Walter Mudu
Walter Mudu (ur. 1968 w Ridgewood w Nowym Jorku) – amerykański aktor filmowy, telewizyjny i głosowy. Karierę rozpoczął, użyczając głosu Kingowi Courtneyowi i D-Ice'owi w grze Grand Theft Auto III. Pojawił się w takich serialach jak Jonny Zero, NYC 22, Zaprzysiężeni i Prawo i porządek. Poza tym użyczył również głosu Malcowi w grze Grand Theft Auto IV: The Lost and Damned, Grand Theft Auto V i Grand Theft Auto Online.